# Aranvielle
Aranvielle est une ancienne commune des Hautes-Pyrénées. En 1806, elle est rattachée à la commune de Loudenvielle.

## Géographie

### Localisation
Cette ancienne commune se situe en Bigorre dans le Pays d'Aure, en vallée du Louron.

### Communes limitrophes
| Adervielle-Pouchergues | Armenteule   | Loudervielle |
| Génos                  | Aranvielle   |              |
|                        | Loudenvielle |              |

## Toponymie

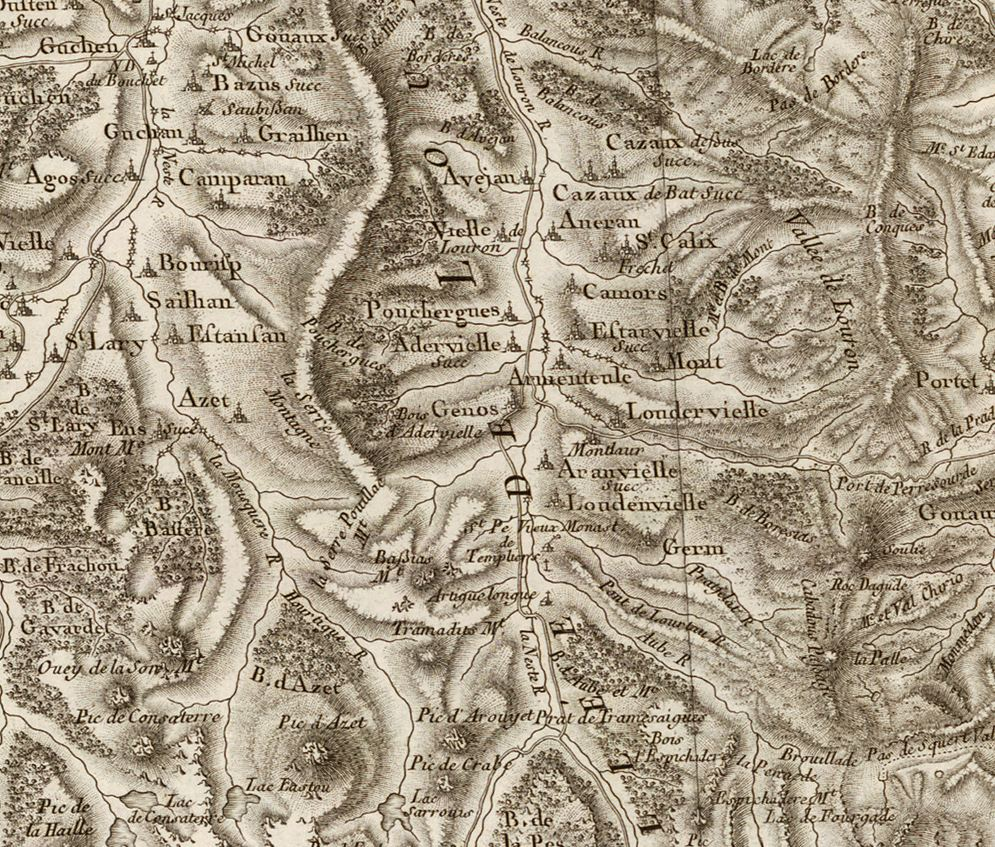
Extrait de la carte de Cassini (entre 1756 et 1789) situant Arranvielle.

On trouvera les principales informations dans le Dictionnaire toponymique des communes des Hautes Pyrénées de Michel Grosclaude et Jean-François Le Nail qui rapporte les dénominations historiques du village :
Dénominations historiques :
- de Aramvilla,  latin (1387, pouillé du Comminges).
- Arambiele ,  (1694, registres paroissiaux).
- Aranvièlle, (fin XVIIIe siècle, carte de Cassini).

Nom occitan :  Arenvièla.

Du basque Aran, « vallée », et gascon vièla (= domaine).

## Histoire
La commune faisait partie du canton de Bordères-Louron. En 1806, Aranvielle fut fusionnée au sein de la commune de Loudenvielle. Le 1er janvier 2016, Loudenvielle devient une commune déléguée de Loudenvielle, à la suite de sa fusion avec la commune d'Armenteule, qui devient également commune déléguée.

## Culture locale et patrimoine

### Lieux et monuments

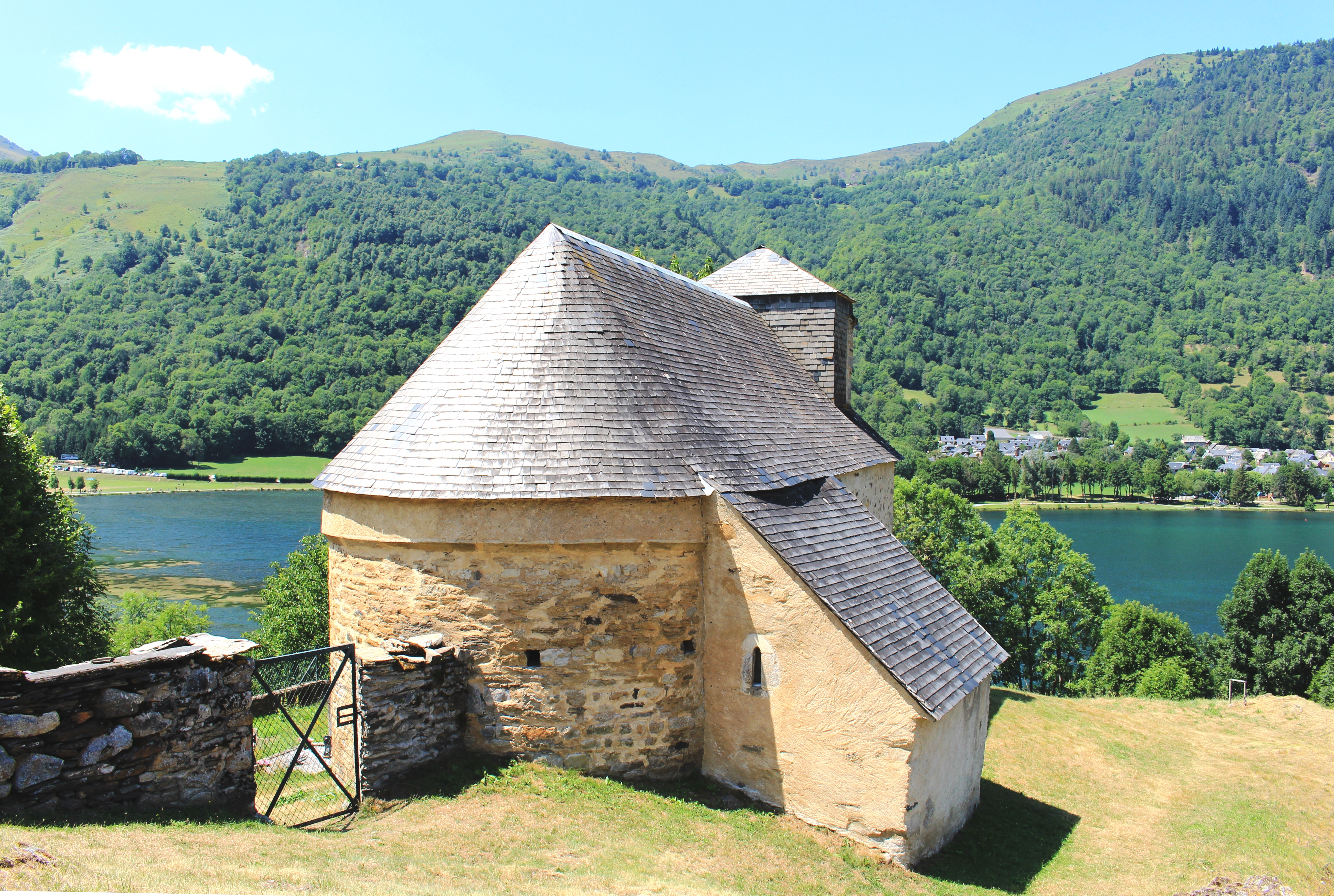
Vue de l'église.

- Église Saint-Martin d'Aranvielle.